# 첸더더의 결혼이야기
《첸더더의 결혼이야기》(钱多多嫁人记)는 2011년 방송되었던 중국의 드라마이다.

## 소개
- 재벌2세 주인공과 골드미스 여성의 좌충우돌 휴면 멜로를 다룬 로맨틱 코미디 드라마

## 등장 인물
- 박해진 - 쉬페이 역
- 이소염 - 첸더더 역
- 소병 (邵兵) - 엽명신 역
- 황소뢰 (黄小蕾) - 원원 역
- 장리 (張儷) - 한의의 역
- 고보보 (高宝宝) - 우바오바오 역
- 시대생 (施大生) - 쉬팡 역
- 엽일운 (叶倩云) - 티엔후이지 역
- 소로아 (邵路雅) - 린메이메이 역

## 참고 사항
- 극중 쉬페이 역을 맡았던 박해진의 중국 데뷔작으로 《열혈 장사꾼》이후 2년만에 복귀하는 작품이기도 하다
- 해당 드라마 주제가와 앤딩곡은 극중 쉬페이 역을 맡았던 박해진이 참여하였다